# تشاو جيبينغ
تشاو جيبينغ ( ولد في بينغليانغ ، قانسو ، الصين ، في أغسطس 1945) هو ملحن صيني من شنشي . اشتهر بأفلامه التي أخرجها المخرج الصيني من الجيل الخامس تشانغ ييمو .
درس تشاو في المعهد الموسيقي المركزي للموسيقى في بكين .

## أعماله
- الأرض الصفراء
- أوديسة صينية
- الذرة الحمراء
- ارفع الفانوس الأحمر
- قصة تشيو جو
- وداع يا محظيتي
- ليعيش
- هامش الماء
- الإمبراطور والقاتل
- ثلاث ممالك

## روابط خارجية
- موقع غير رسمي للملحن الصيني Zhao JiPing
- مقال عن Zhao Jiping
- السيرة الذاتية لمشروع طريق الحرير
- تشاو جيبينغ في قاعدة بيانات الأفلام على الإنترنت